# Dinotrema cerinum
Dinotrema cerinum är en stekelart som beskrevs av Vladimir Ivanovich Tobias. Dinotrema cerinum ingår i släktet Dinotrema och familjen bracksteklar. Inga underarter finns listade i Catalogue of Life.